# Axió
Un axió és una partícula elemental hipotètica postulada a la teoria de Peccei–Quinn el 1977 per a resoldre el problema CP fort en cromodinàmica quàntica (QCD). Si els axions existissin i tinguessin una massa baixa dins un rang específic, podrien ser un component de la matèria fosca freda.
El nom de la partícula es deu a Frank Wilczek, que l'anomenà a partir d'una marca de detergent, ja que va considerar que el problema que "embrutava" la cromodinàmica quàntica quedava «netejat».

## Predicció teòrica
La cromodinàmica quàntica prediu que la interacció forta viola la simetria CP, la violació de les simetries combinades de conjugació de càrrega i paritat. No obstant, mai no s'ha observat aquesta violació. El paràmetre que quantifica aquesta violació, representat per {\displaystyle {\bar {\Theta }}}, constitueix una constant fonamental no predita per la teoria i que, per tant, ha de ser mesurada. D'altra banda, les interaccions que violen aquesta paritat de forma important haurien generat un moment dipolar important dels neutrons. Les observacions, que demostren l'absència o la intensitat molt feble d'aquest efecte, imposen que el paràmetre {\displaystyle {\bar {\Theta }}} sigui molt feble, quasi nul. No obstant, en teoria, aquest paràmetre {\displaystyle {\bar {\Theta }}} pot prendre tots els valors entre 0 i 2π, i no existiria cap raó per la qual sigui feble o nul: fet que es coneix com el «problema CP fort».
Existeix una solució simple: Si almenys un dels quarks del model estàndard tingués massa nul·la, Θ desapareixeria de la teoria. No obstant, proves empíriques suggereixen que tots els quarks són massius i, per tant, el problema CP fort persisteix.
El 1977, Roberto Peccei i Helen Quinn van postular una solució al problema CP fort, el mecanisme de Peccei–Quinn. La idea és convertir Θ en un camp (amb partícula associada corresponent). Això s'acomplex afegint una nova simetria global (anomenada simetria Peccei–Quinn) al model estàndard que resulta espontàniament trencada. Una vegada aquesta simetria global és trencada, apareix una nova partícula la qual, prenent el rol de Θ, relaxa naturalment el paràmetre de violació CP a zero. Aquesta nova partícula hipotètica s'anomena axió. [D'una manera més tècnica, l'axió seria el bosó de Nambu–Goldstone que resulta del trencament espontani de la simetria Peccei–Quinn. Tanmateix, els efectes del buit no trivial de la QCD (per exemple instantons) trenquen la simetria Peccei–Quinn explícitament i proporcionen una petita massa a l'axió. Per aquest motiu, l'axió és un pseudo-bosó de Nambu–Goldstone.] L'axió Weinberg-Wilczek original ha estat exclòs per les dades experimentals. Actualment, el mecanisme de l'axió es discuteix en la forma d'axió invisible el qual existeix en dues versions: l'axió KSVZ i l'axió DFSZ.

## Recerca experimental
S'han dut a terme diferents experiments per a detectar els axions.
A l'experiment PVLAS italià, la llum polaritzada es propaga a través d'un camp magnètic generat per un imant dipolar de 5 T per a cercar petites rotacions anòmales de la direcció de la polarització. Aquest concepte fou proposat per primera vegada per Luciano Maiani, Roberto Petronzio i Emilio Zavattini el 1986, partint de la idea que si existissin els axions, els fotons podrien interactuar amb els fotons del camp electromagnètic per a convertir-se en axions reals o virtuals. Aquesta rotació és molt petita i difícil de detectar, però aquest problema es pot resoldre reflectint la llum enrere i avant a través del camp magnètic milions de vegades. Alguns resultats de PVLAS van detectar una rotació anòmala, la qual es podria interpretar en termes d'un axió d'una massa d'entre 1 i 1,5 meV. No obstant aquest resultat, hi ha altres possibles fonts per a tals efectes, a part dels axions.
Alguns experiments cerquen axions d'origen astrofísic emprant l'efecte Primakoff. Aquest efecte causa conversions d'axions en fotons i viceversa en camps electromagnètics forts. Els axions es podrien produir en el nucli del Sol quan els raigs X dispersen electrons i protons en presència de camps elèctrics forts i es convertirien en axions. El detector CAST al CERN ha fet un experiment per a observar aquests axions convertits en raigs X en camps magnètics forts. L'experiment de matèria fosca d'axió (ADMX) cerca axions lleugers que interactuïn de manera feble saturant l'halo de matèria fosca de la nostra galàxia. ADMX és un camp magnètic fort dins d'una cavitat freda de microones. Els axions que coincideixen amb la freqüència de la cavitat es desintegren en fotons de microones. L'ADMX ha exclòs els models d'axió més optimistes en el rang de masses de 1.9 μeV a 3.53 μeV. L'experiment de la cavitat de microona no va detectar, entre el 1996 i el 2010, axions de massa compresa entre els 1.98–2.17 µeV i una freqüència entre 450 i 850 MHz. L'ADMX està prenent noves dades després d'una sèrie de millores.
Un altre mètode per a la recerca d'axions és mitjançant els anomenats experiments de llum filtrada a través de murs, en què un raig de llum passa a través d'un intens camp magnètic tot provant d'observar la conversió de fotons quan travessen una planxa d'alumini que bloca el pas dels fotons. Però aquestes pràctiques tenen una baixa eficàcia, i han de menester un flux inicial de fotons alt. No va observar l'efecte un experiment que tenia la sensibilitat necessària per a detectar-lo si el senyal de PVLAS del 2005 es devia a axions.
El 9 de juliol de 2007, uns experiments liderats per Carlo Rizzo del Centre Nacional de la Recerca Científica indicaren, amb un nivell de confiança del 94% o més gran, que els resultats de l'experiment PVLAS eren incorrectes i no provaven l'existència de l'axió. Els experiments endegats el 2007 i els anteriors al 2006 no estaven d'acord amb els resultats obtinguts pel PVLAS.
L'experiment fet per l'equip de Rizzo difereix del mètode seguit pels investigadors italians en el fet que al final de la cambra de buit hi havia una planxa d'alumini per a evitar que els fotons d'un làser adjacent passessin a través de la planxa, mentre que els axions passarien sense problema i es convertirien en fotons, i d'aquesta manera es podria observar la petita proporció de partícules que suposadament s'hi convertirien: fins a 4×1022 fotons.
Amb l'ús de mesuraments òptics i raigs de llum, l'equip mostrà, a través de la il·lustració de la corba d'exclusió comparada amb l'experiment PVLAS i una altra de conduïda pel BFRT, que els axions havien estat eliminats, tot i que encara era una hipòtesi vàlida; l'experiment era un pas important en la recerca de la partícula.
El 2006, PVLAS publicà un article en què s'explicaven els avanços en els seus sistemes de mesures per tal d'incrementar la precisió dels seus resultats en relació als obtinguts l'any anterior, usant camps de 2,3 i 5,5 T i longitud d'ona de 1064 nm. Amb aquest increment de la precisió, el PVLAS afirma que s'ha desestimat la interpretació de la partícula d'axió a causa de l'absència d'un senyal de rotació en els nivells de 1,2×10−8 rad×5,5 T i 1,0×10−8 rad×2,3 T amb 45.000 passos.